# نيلسون فيلس
نيلسون فيلس (بالإنجليزية: Nelson Vails)‏ مواليد 13 أكتوبر 1960 في هارلم، هو دراج أمريكي سابق. سبق أن شارك في دورة الألعاب الأولمبية الصيفية وفاز بميدالية أولمبية. كذلك فاز بميدالية ذهبية في دورة الألعاب الأمريكية في سنة 1983.

## الميداليات
| الميدالية | المسابقة                       |
| --------- | ------------------------------ |
| فضية      | الألعاب الأولمبية الصيفية 1984 |
| ذهبية     | دورة الألعاب الأمريكية 1983    |

## روابط خارجية
- نيلسون فيلس على موقع أرشيف الدراجات (الإنجليزية)
- نيلسون فيلس على موقع اللجنة الأولمبية الدولية (الإنجليزية)
- نيلسون فيلس على موقع أوليمبيديا (الإنجليزية)